# توماس أندرسون (لاعب كرة قدم سويدي)
توماس أندرسون (بالسويدية: Thomas Andersson)‏ هو لاعب كرة قدم سويدي، ولد في 3 سبتمبر 1968 في Moliden ‏ في السويد. لعب مع نادي أوربرو.

## وصلات خارجية
- توماس أندرسون على موقع اتحاد السويد (السويدية)
- توماس أندرسون على موقع قاعدة بيانات كرة القدم.إي يو (الإنجليزية)
- توماس أندرسون على موقع عالم كرة القدم.نت (الإنجليزية)